# Bueskydning under sommer-OL 2016
Bueskydning under sommer-OL 2016 blev afviklet i perioden fra 6. til 12. august 2016. 
Konkurrencen blev afholdt i fire dele på Sambadrome Marquês de Sapucaí og havde deltagelse af 128 udøvere i herre- og damesingle, samt herre- og damehold.

## Deltagende nationer
Bueskytter fra 56 nationer deltog ved sommer-OL 2016.
- Australien (4)
- Østrig (1)
- Aserbajdsjan (1)
- Bangladesh (1)
- Hviderusland (1)
- Belgien (1)
- Bhutan (1)
- Brasilien (6)
- Canada (2)
- Chile (1)
- Kina (6)
- Colombia (4)
- Cuba (1)
- Den Dominikanske Republik (1)
- Egypten (2)
- Estland (1)
- Fiji (1)
- Finland (2)
- Frankrig (3)
- Georgien (3)
- Tyskland (2)
- Grækenland (1)
- Storbritannien (2)
- Indien (4)
- Indonesien (4)
- Iran (1)
- Italien (6)
- Elfenbenskysten (1)
- Japan (4)
- Kasakhstan (2)
- Kenya (1)
- Libyen (1)
- Malawi (1)
- Malaysia (3)
- Mexico (4)
- Moldova (1)
- Mongoliet (1)
- Myanmar (1)
- Nepal (1)
- Holland (3)
- Nordkorea (1)
- Norge (1)
- Polen (1)
- Rusland (3)
- Slovakiet (2)
- Sydkorea (6)
- Spanien (4)
- Sverige (1)
- Kinesisk Taipei (6)
- Thailand (1)
- Tonga (2)
- Tyrkiet (2)
- Ukraine (4)
- USA (4)
- Venezuela (2)
- Zimbabwe (1)

## Medaljer

### Medaljefordeling
| Placering | Land            | Guld | Sølv | Bronze | Total |
| --------- | --------------- | ---- | ---- | ------ | ----- |
| 1         | Sydkorea        | 4    | 0    | 1      | 5     |
| 2         | USA             | 0    | 1    | 1      | 2     |
| 3         | Tyskland        | 0    | 1    | 0      | 1     |
| 3         | Frankrig        | 0    | 1    | 0      | 1     |
| 3         | Rusland         | 0    | 1    | 0      | 1     |
| 6         | Australien      | 0    | 0    | 1      | 1     |
| 6         | Kinesisk Taipei | 0    | 0    | 1      | 1     |
| Total     | Total           | 4    | 4    | 4      | 12    |

### Medaljevindere
| Event        | Guld                                                       | Sølv                                                                   | Bronze                                                              |
| ------------ | ---------------------------------------------------------- | ---------------------------------------------------------------------- | ------------------------------------------------------------------- |
| Herrersingle | Ku Bon-chan · Sydkorea                                     | Jean-Charles Valladont · Frankrig                                      | Brady Ellison · USA                                                 |
| Herrerhold   | Sydkorea (KOR) · Ku Bon-chan · Lee Seung-yun · Kim Woo-jin | USA (USA) · Brady Ellison · Zach Garrett · Jake Kaminski               | Australien (AUS) · Alec Potts · Ryan Tyack · Taylor Worth           |
| Damesingle   | Chang Hye-jin · Sydkorea                                   | Lisa Unruh · Tyskland                                                  | Ki Bo-bae · Sydkorea                                                |
| Damehold     | Sydkorea (KOR) · Chang Hye-jin · Choi Mi-sun · Ki Bo-bae   | Rusland (RUS) · Tuyana Dashidorzhieva · Ksenia Perova · Inna Stepanova | Kinesisk Taipei (TPE) · Le Chien-ying · Lin Shih-chia · Tan Ya-ting |